# Loiano
Loiano is een gemeente in de Italiaanse metropolitane stad Bologna (regio Emilia-Romagna) en telt 4442 inwoners (31-12-2004). De oppervlakte bedraagt 52,4 km², de bevolkingsdichtheid is 80 inwoners per km².
De volgende frazioni maken deel uit van de gemeente: Anconella, Barbarolo, Bibulano, La Guarda, Quinzano, Roncastaldo, Sabbioni, Scanello, Scascoli.

## Demografie
Loiano telt ongeveer 2006 huishoudens. Het aantal inwoners steeg in de periode 1991-2001 met 33,7% volgens cijfers uit de tienjaarlijkse volkstellingen van ISTAT.
| Jaar | Inwoneraantal |
| ---- | ------------- |
| 1991 | 3110          |
| 2001 | 4158          |

## Geografie
De gemeente ligt op ongeveer 714 meter boven zeeniveau.
Loiano grenst aan de volgende gemeenten: Monghidoro, Monterenzio, Monzuno, Pianoro.